# Magnetar

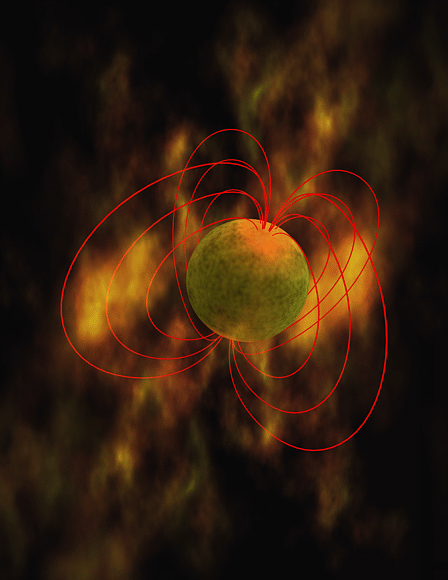
Representação da magnetosfera de um magnetar.

Magnetar é uma estrela de nêutrons com alto valor de campo magnético. Possui um campo magnético estimado em 1 bilhão de teslas. Tem como característica principal a alta emissão de raios X e raios gama.
Considera-se o magnetar um tipo especial de estrela de nêutrons (EN). As ENs são esferas compactas de cerca de 15 quilômetros de diâmetro, correspondendo ao núcleo do que resta do colapso de uma estrela com cerca de dez vezes a massa do Sol. Os magnetares, por razões ainda não completamente esclarecidas, têm campos magnéticos mil vezes mais fortes do que as ENs normais.
No entanto, existe certa controvérsia a respeito de que as estrelas de nêutrons possam ser tão magnéticas. Assim, os candidatos a magnetares são frequentemente referidos na literatura científica como Repetidores de Raios Gama (SGR) ou Pulsares de Raios-X Anômalos (AXP), dependendo das características das suas erupções. Em 2002, os membros desta equipe de observação ajudaram a estabelecer a ligação entre SGRs e AXPs. A fonte 1E 2259+586 é por vezes chamada um AXP.

## Propriedades
Apesar de toda a sua energia, os magnetares não são sempre objectos brilhantes. A oportunidade de os estudar acontece quando surgem, sem aviso, erupções que podem durar desde horas a meses, e que emitem luz visível e em outros comprimentos de onda. O magnetar 1E 2259+586 acendeu-se repentinamente em junho de 2002. Foram obtidos dados de cerca de 80 erupções ocorridas num intervalo de 4 horas. Desde então, nenhuma outra erupção foi detectada. As mesmas variações de emissões aconteceram há 12 anos e permaneceram um mistério até este estudo.
As propriedades da erupção de 1E 2259+586 levaram a uma série de conclusões: primeiro, a estrela passou por algum acontecimento importante que durou vários dias e teve duas componentes, uma na superfície da estrela (possivelmente uma fractura na crosta) e outra debaixo da superfície. As mudanças nas emissões sugerem que a estrela sofreu uma deformação plástica da crosta que impactou simultaneamente com o interior superfluido e com a magnetosfera (pensa-se que o interior de uma estrela de neutrões é constituído por um superfluido de neutrões; a magnetosfera é a região em que o campo magnético da estrela de neutrões controla o comportamento das partículas carregadas).
Após a erupção, a emissão era semelhante à de uma SGR, tornando ainda mais difícil a distinção entre as duas espécies exóticas. Por outro lado, o estudo das variações das emissões permitiram inferir episódios eruptivos anteriores neste e noutros candidatos a magnetares.
Este tipo de fenómeno pode estar a acontecer constantemente noutras fontes espalhadas pela Via Láctea e nunca o saberíamos porque os nossos "olhos" de raios gama não são suficientemente sensíveis. A equipe planeja agora determinar o número de magnetares, incluindo os que se encontram na fase tênue.
Os magnetares não são apenas as estrelas mais magnéticas que se conhece. Representam uma nova maneira de fazer uma estrela brilhar, pois não são alimentados por um mecanismo convencional como a fusão nuclear, a rotação ou a acreção, o que os torna um objeto de estudo fascinante.

## Formação
Quando, em uma supernova, a estrela colapsa para uma estrela de nêutrons, o seu campo magnético aumenta dramaticamente (metade da dimensão linear aumenta o campo magnético em quatro vezes). Robert Duncan e Christopher Thompson calcularam que o campo magnético de uma estrela de nêutrons normalmente já é alto (cerca de 108 teslas) e, através do mecanismo de dínamo, pode crescer ainda mais (para mais de 1011 teslas, ou 1015 Gauss). O resultado é um magnetar.

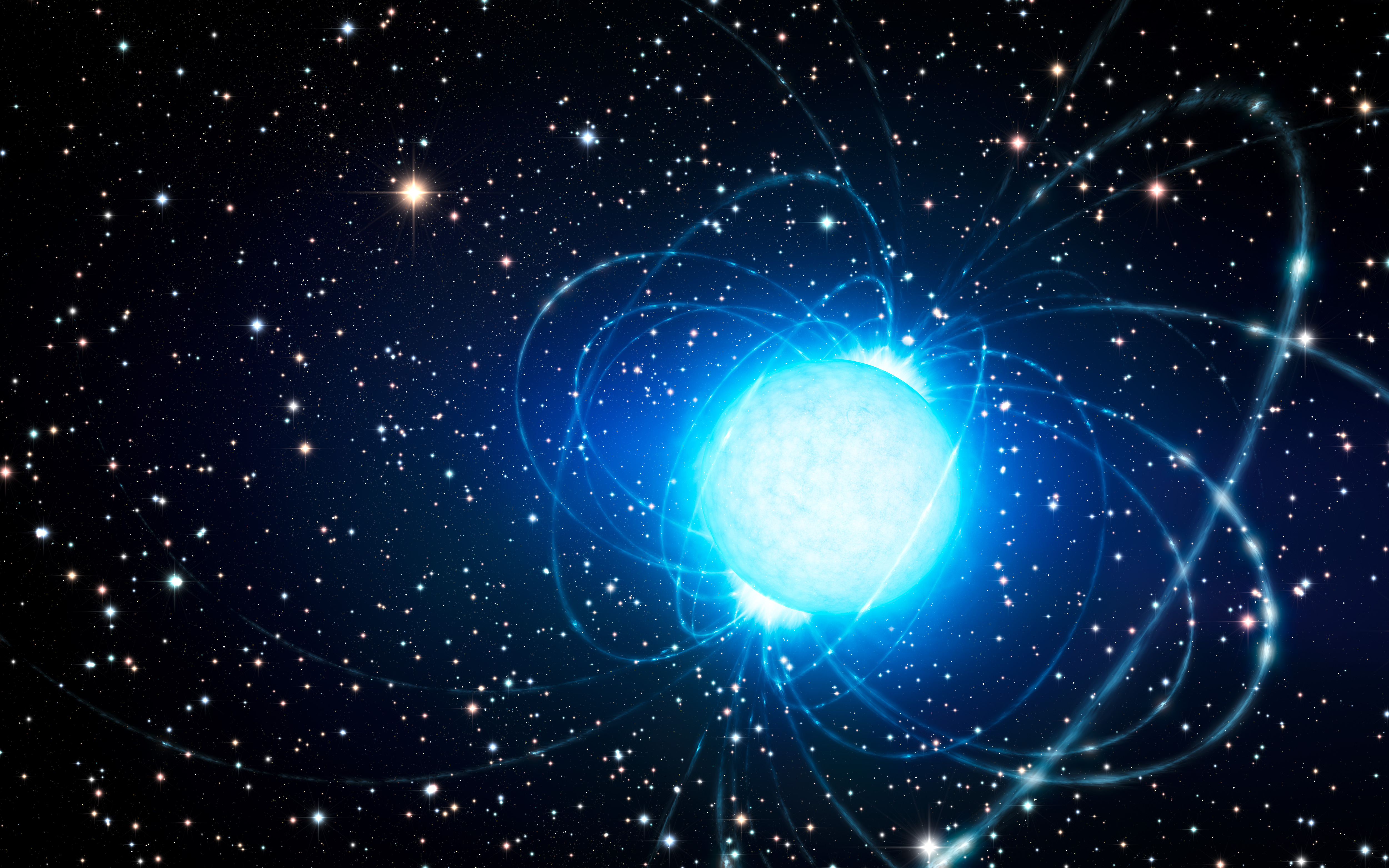
Concepção artística de um magnetar localizado no aglomerado estelar de Westerlund 2.

A supernova pode perder 10% da sua massa em uma explosão. Para que essas grandes estrelas (10 a 30 massas solares) não colapsem para um buraco negro, eles têm de lançar uma maior proporção de sua massa, talvez mais de 80%.
Estima-se que cerca de 1 em 10 explosões de supernovas tem uma magnetar como resultados.
Em 21 de fevereiro de 2008 foi anunciado que a NASA e a Universidade McGill pesquisadores haviam descoberto uma estrela de neutrôns que havia sido temporariamente alterada a partir de um pulsar de um magnetar. Isto indica que magnetars não são apenas um tipo raro de pulsares, mas pode ser um (possivelmente reversível) fase na vida de pelo menos alguns pulsares.
Em 24 de setembro de 2008, foi anunciado o que se acredita ser a primeira magnetar utilizando o Very Large Telescope (VLT), do European Southern Observatory (ESO). A recém-descoberta é conhecida como objeto SWIFT J195509 261406.